# Брик, Александр Борисович
Александр Борисович Брик (28 апреля 1943 — 17 апреля 2021) — советский и украинский учёный в области физики минералов и биоминералогии, член-корреспондент НАНУ.
Родился 28.04.1943 в Кзыл-Куме Южно-Казахстанской области в семье агронома. Окончил среднюю школу в Георгиевске Ставропольского края (1961) и Киевский политехнический институт (1967, факультет радиоэлектроники, специальность «Диэлектрики и полупроводники»).
Работал на Киевском заводе полупроводниковых приборов (1967—1968), в Институте сверхтвёрдых материалов АН УССР (1968—1970). Аспирант Киевского политехнического института (1970—1973). Старший инженер в Специальном конструкторском бюро Киевского завода порционных автоматов (1973—1974).
С 1974 г. в Институте геохимии, минералогии и рудообразования АН УССР (НАНУ), с 1976 г. в отделе радиоспектроскопии минерального вещества (позже назывался отделом физики минеральных структур и биоминералогии): инженер, младший научный сотрудник (1980—1982), старший научный сотрудник (1983—1989), ведущий научный сотрудник (1989—1990), зав. лабораторией электрон. парамагнитного резонанса (1990—1996), зав. отделом (1996—1998), с 1998 г. — главный научный сотрудник.
В 1990—1996 гг. — профессор кафедры общей физики и физики твердого тела Киевского политехнического института.
В 1979 г. защитил кандидатскую диссертацию на тему «Исследование динамических эффектов в двойном электронно-ядерном резонансе», в 1988 г. — докторскую диссертацию «Магнитоэлектрические эффекты в кристаллах с парамагнитными примесями». В 2004 г. присвоено учёное звание профессора. С 2012 г. член-корреспондент Национальной академии наук Украины по специальности «нанофизика минералов».

## Публикации
Автор (соавтор) более 400 публикаций, в том числе 2 монографий. 
Сочинения:
- Магнитоэлектрические эффекты в кристаллах с парамагнитными примесями : диссертация … доктора физико-математических наук : 01.04.07 / АН УССР. Ин-т физики. — Киев, 1988. — 300 с. : ил.
- Двойной электронно-ядерный резонанс в кристаллах природного кварца [Текст]. — Киев : [б. и.], 1976. — 20 с. : ил.; 20 см. — (АН УССР. Ин-т геохимии и физики минералов. Препринт).
- А. Б. Брик, «Аномальный релаксационный магнитоэлектрический эффект и его характеристики», Физика твердого тела, 27:1 (1985), 156—161